# Ґракалі
Ґракалі (груз. გრაკალი) — село в Грузії.
За даними перепису населення 2014 року в селі проживає 225 осіб.